# Праздники Республики Сербской
Праздники Республики Сербской (серб. Празници Републике Српске) — дни, официально установленные в Республике Сербской, как праздники. Даты праздников и их празднование определяются специальным законом — «Законом о праздниках Республики Сербской», который впервые был принят в 1992 году. В соответствии с ним, они делятся на две категории — республиканские и религиозные. При этом для всех республиканских праздников установлены точные даты.
Республиканские праздники:
- Новый год — 1 и 2 января
- День Республики — 9 января
- Международный день труда — 1 мая
- День победы над фашизмом — 9 мая
- День сербского единства, свободы и национального флага — 15 сентября
- День подписания Общего рамочного соглашения о мире в Боснии и Герцеговине — 21 октября

Религиозные праздники:
- Православное Рождество
- Католическое Рождество
- Курбан-байрам
- Православная Великая пятница
- Православная Пасха
- Католическая Великая пятница
- Католическая Пасха
- Ураза-байрам

Кроме того, нерабочим днём объявлен Юлианский Новый год — 14 января.